# Grand-Fayt Communal Cemetery
Grand-Fayt Communal Cemetery is een Britse militaire begraafplaats gelegen in de Franse plaats Grand-Fayt (Noorderdepartement). De begraafplaats wordt onderhouden door de Commonwealth War Graves Commission.
De begraafplaats telt 5 geïdentificeerde Gemenebest graven uit de Eerste Wereldoorlog.